# Vilim od Gloucestera
Vilim od Gloucestera (24. srpnja 1689. – 29. srpnja 1700.), dansko-norveški princ i engleski vojvoda od Gloucestera, bio je najduže preživjelo dijete princa Jurja od Danske i Norveške i buduće kraljice Ane.

## Životopis
Budući da je bio jedino preživjelo dijete engleske i škotske prijestolonasljednice, očekivalo se da će jednoga dana naslijediti majku i postati kralj. Rođen je za vrijeme vladavine svoga tetka, istovremeno majčinog prvog rođaka, Vilima III. Engleskog i II. Škotskog, te je po njemu dobio ime. Vilim III. mu je i dao naslov vojvode od Gloucestera. S devet godina princ Vilim je dobio vlastitu poslugu.
Williamovo zdravlje je bilo slabo za vrijeme cijelog njegovog kratkog života. Patio je od epilepsije od rođenja i njegovi roditelji su se bojali za njegov život. S vremenom su napadi epilepsije postali rjeđi i njegovi roditelji su se preselili na selo, vjerujući da će mu čist zrak pomoći. Nije mogao ni hodati ni govoriti do treće godine života, a kasnije se nije mogao sam penjati stepenicama. Unatoč fizičkoj slabosti, Vilim je bio smatran prilično inteligentnim.
Princ se razbolio nakon jedanestog rođendana. Liječnici su mislili da se radi o boginjama, te su na njemu provodili opasne i uglavnom beskorisne metode koje su se tada smatrale liječenjem. Umro je nekoliko dana kasnije, a autopsijom se došlo do zaključka da je patio od hidrocefalije. Sahranjen je u Westminsterskoj opatiji.
Po Vilimu je grad Williamsburg u Virginiji dobio ime.